# وینسنت دوراند
وینسنت دوراند (انگلیسی: Vincent Durand؛ زادهٔ ۱۷ مهٔ ۱۹۸۴) بازیکن فوتبال اهل فرانسه است.
از باشگاه‌هایی که در آن بازی کرده‌است می‌توان به باشگاه فوتبال پاریس و باشگاه فوتبال سدان اشاره کرد.